# 麥克米倫蒂夫鎮區 (密蘇里州麥克唐納縣)
麥克米倫蒂夫鎮區（英語：McMillen Tiff Township）是位於美國密蘇里州麥克唐納縣的一個行政鎮區。

## 地方資料
麥克米倫蒂夫鎮區的面積為45.91平方千米，皆為陸地。根據2020年美國人口普查的數據，當地共有人口365人，而人口密度為每平方千米7.95人。